# Iosîpenkî, Nemîriv
Iosîpenkî (în ucraineană Йосипенки) este un sat în comuna Zarudînți din raionul Nemîriv, regiunea Vinnița, Ucraina.

## Demografie
Componența lingvistică a localității Iosîpenkî
     Ucraineană (99,17%)
     Alte limbi (0,83%)
Conform recensământului din 2001, majoritatea populației localității Iosîpenkî era vorbitoare de ucraineană (99,17%), existând în minoritate și vorbitori de alte limbi.